# Bani Lozano
Bani Ramón Lozano Núñez (Arenal, Honduras, 15 de mayo de 1982) es un futbolista hondureño. Juega de mediocampista y su actual equipo es el Sabá F.C. de la Liga de Ascenso de Honduras.

## Selección nacional
Ha sido internacional con la Selección de fútbol de Honduras en dos ocasiones. Su debut se produjo el 22 de agosto de 2007 en un amistoso contra el El Salvador.

## Clubes
| Club              | País     | Año             |
| ----------------- | -------- | --------------- |
| Platense          | Honduras | 2002 - 2005     |
| Nacional (cesión) | Uruguay  | 2006            |
| Platense          | Honduras | 2007 - 2010     |
| Olimpia (cesión)  | Honduras | 2010 - 2011     |
| Marathón (cesión) | Honduras | 2011 - 2012     |
| Platense          | Honduras | 2013 - 2014     |
| Yoro F.C.         | Honduras | 2015            |
| Alianza Becerra   | Honduras | 2016            |
| Atlético Pinares  | Honduras | 2017 - 2018     |
| Saba FC           | Honduras | 2021 - Presente |

## Palmarés

### Campeonatos nacionales
| Título               | Club            | País     | Año  |
| -------------------- | --------------- | -------- | ---- |
| Campeonato Uruguayo  | Nacional        | Uruguay  | 2006 |
| Clausura del Ascenso | Alianza Becerra | Honduras | 2016 |